# SNOW
《SNOW》是由日本電子遊戲公司Visual Art's旗下的Studio Mebius發售的十八禁戀愛冒險遊戲。最早的PC版於2003年1月31日推出。之後Dreamcast版和PS2版各於2003年9月25日和2004年2月26日相繼推出，兩者均移除了所有的成人遊戲内容，其中DC版為全年齡對象版。原先的PC版沒有角色配音，但第二款包含完整角色配音的全新PC版於2004年9月24日發售。另外一款續接的PC版《SNOW P・E》（P・E是英文Plus Edition（附加版）的縮寫）於2006年9月發售。PSP攜帶版原定於2006年12月發售，後來被推遲到2007年夏天的8月16日發售。2008年7月25日發售PC版《SNOW～Standard Edition～》。PSP版《SNOW・ダウンロード版》於2010年1月21日發售。

## 概要
本作品以長期數度延期而聞名。遊戲原定於2001年發售，之後經過了好幾次延期，直到兩年後的2003年方得以發售。還有原本曾公布遊戲中有角色配音，可是開發中變成了沒有配音，就連產品規格也作了變更。和《雪》同樣為Studio Mebius開發的一款於2004年9月發售的電子遊戲《朋友以上 戀人未滿》（友達以上恋人未満）將舞台設定在《雪》之後的世界。和本作品舞台同名的「龍神村」真實存在於和歌山縣（現在是田邊市的一部分），不過製作時則參考了京都府美山町（現在為南丹市的一部分）。

## 故事簡介
故事以主角出雲彼方到一座名叫「龍神村」的小村落幫助他親戚經營温泉旅館為開端。村子裡有一個古老的傳說：在古時候，村莊被一位龍神守護著；但是有一天龍神打破禁忌，愛上了一個凡人；經過這次事件之後，全村就一直被雪覆蓋著。遊戲講述了男主角在村子裡的日常生活以及最後將故事聯繫到龍神。

## 登場人物
※日本配音員按照廣播劇CD/家庭用/全聲版以及PE的順序排列。
出雲彼方（配音員：保志總一朗/無/無）
生日:10月1日 身高:188cm 體重:80kg
故事的主角。到龍神村幫助他表姐經營温泉旅館「龍神天守閣」。
雪月澄乃（配音員：川澄綾子/同左/韮井叶）
生日:2月15日 身高:158cm 體重:46kg B:85/W:56/H:84
10年前彼方到訪村子時邂逅的少女。經過了這麽長的時間到至今依然保持著對彼方的愛。非常喜歡紅豆包，並稱之為「生命之源」。
日和川旭（配音員：田村由香里/同左/理多）
生日:12月8日 血型:O型 身高:128cm 體重:28kg B:62/W:53/H:68
出乎意料地現身於彼方眼前的女孩子，聲稱能從彼方身上把惡靈驅散。
北里時雨（配音員：池澤春菜/同左/一色光）
生日:1月30日 血型:A型 身高:168cm 體重:55kg B:90/W:63/H:88
一位神秘少女。幾乎不說話而且看上去很怕和其他人交流。她和彼方初次相遇的地點是在村子附近的一座山丘上。
若生櫻花（配音員：金田朋子/同左/紬叶慧）
生日:4月5日 血型:B型 身高:89cm 體重:12kg B:46/W:45/H:52
彼方在村子裡的神社周圍發現的一位小女孩，當時她正在等待她的父母。若生總是和一隻叫的小貓（配音員：小櫻悦子）一起玩。
橘芽依子（配音員：渡邊菜生子/同左/涼森ちさと）
生日:9月18日 血型:AB型 身高:160cm 體重:48kg B:82/W:54/H:84
誠史郎的女兒以及澄乃的朋友。有時會作出一些不可思議的舉動，經常捉弄彼方。
佐伯亞美（配音員：水谷優子/同左/天天）
生日:5月10日 血型:O型 身高:165cm 體重:56kg B:100/W:64/H:92
彼方的表姐。「龍神天守閣」的經營者兼女主人。
雪月小夜里（配音員：平松晶子/篠原惠美/石井李奈）
生日:7月29日 血型:A型 身高:164cm 體重:53kg B:89/W:62/H:88
澄乃之母，是一間雜貨店的店主。
橘誠史郎（配音員：松本保典/同左/森川明大）
生日:6月12日 血型:B型 身高:186cm 體重:76kg
在橘診療所工作的大夫。他是芽依子的父親，和亞美相愛。
謎之少女（配音員：無/小野涼子（PSP版）/民安ともえ）
在PE中初次登場的角色。樣子很像時雨，有很多秘密。好友是若生。於PSP版和PC版遊戲《SNOW～Standard Edition～》昇格為可攻略的角色。
龍神（配音員：姊：無/池澤春菜/一色光；妹：無/川澄綾子/韮井叶）
姊妹神。姊姊為時雨，妹妹為菊花。

## 製作人員
- 人物設定：飛鳥ぴょん
- 劇本：望月JET、Klein、（僅P・E「謎之少女」劇情）
- 音樂：Famishin、I've、T&N BGM Format Factory

## 主題曲
片頭曲「SNOW」
作詞：Studio Mebius，作曲：高瀬一矢，演唱：松澤由美
片尾曲1
作詞：Studio Mebius，作曲：高瀬一矢，演唱：松澤由美
片尾曲2
作詞：Studio Mebius，作曲：T&N BGMフォーマット Factory，編曲：高瀬一矢，演唱：松澤由美
插入曲：
作詞、作曲：Studio Mebius，演唱：雪月澄乃（家庭用及無聲PC版為川澄綾子）

## 漫畫
以「SNOW ～Pure White～」為標題的漫畫連載於《Comptiq》，由あずまゆき作畫，單行本全一集由角川書店於2003年12月19日發售，（ISBN 4-04-713594-1）。

## 評價
《SNOW》於日本美少女游戏与动画相关商品销售网站Getchu.com的2003年销量榜上排名第2。2007年10月，《電擊G's magazine》舉辦了日本前五十名最佳美少女遊戲排名的票選活動，《SNOW》在入圍的249款遊戲中獲得11票而成為第23名。

## 外部連結
- Studio Mebius官方網站（页面存档备份，存于）（日語）
- Prototype官方網站（页面存档备份，存于）（日語）
- PSP版介紹頁（页面存档备份，存于）（日語）